# Mistrzostwa Świata w Boksie Kobiet 2018
Mistrzostwa Świata w Boksie Kobiet 2018 – 10. edycja mistrzostw świata kobiet. Rozegrane zostały w dniach 15–24 listopada w stolicy Indii, Nowym Delhi, odbyły się w Indira Gandhi Arena, na których w 2010 roku odbywały się Igrzyska Wspólnoty Narodów.
Przed rozpoczęciem mistrzostw wielu zawodników skarżyło się na jakość powietrza. Poziom zanieczyszczeń kilkakrotnie przekraczał bezpieczny limit. Prezydent Indyjskiej Federacji Bokserskiej, Ajay Singh, zapowiedział, że smog powstał wskutek zeszłotygodniowych hinduistycznych świąt Diwali. Były również propozycje przeniesienia zawodów w inne miejsce, lecz zostały odrzucone.
Oficjalne losowanie drabinek turniejowych odbyło się 14 listopada 2018 roku w Hotelu Ashok w stolicy Indii.

## Terminarz
W tabeli podana jest liczba walk z podziałem na kategorie i dni.
     Eliminacje
     Ćwierćfinały
     Półfinały
     Finał
| Konkurencja                  | 15.11 | 16.11 | 17.11 | 18.11 | 19.11 | 20.11 | 21.11 | 22.11 | 23.11 | 24.11 | Razem |
| ---------------------------- | ----- | ----- | ----- | ----- | ----- | ----- | ----- | ----- | ----- | ----- | ----- |
| Waga lekkomusza (45–48 kg)   |       | 10    |       | 8     |       | 4     |       | 2     |       | 1     | 25    |
| Waga musza (51 kg)           | 11    |       | 16    |       | 8     | 4     |       |       | 2     | 1     | 42    |
| Waga kogucia (54 kg)         |       | 10    |       | 8     |       | 4     |       | 2     |       | 1     | 25    |
| Waga piórkowa (57 kg)        | 9     |       | 16    |       | 8     | 4     |       |       | 2     | 1     | 40    |
| Waga lekka (60 kg)           | 6     | 16    |       | 8     |       | 4     |       | 2     |       | 1     | 37    |
| Waga lekkopółśrednia (64 kg) |       |       | 14    |       | 8     | 4     |       |       | 2     | 1     | 29    |
| Waga półśrednia (69 kg)      |       | 9     |       | 8     |       | 4     |       | 2     |       | 1     | 24    |
| Waga średnia (75 kg)         |       |       | 8     |       | 8     | 4     |       |       | 2     | 1     | 23    |
| Waga półciężka (81 kg)       |       |       |       | 6     |       | 4     |       | 2     |       | 1     | 13    |
| Waga ciężka (+81 kg)         |       |       |       | 2     |       | 4     |       |       | 2     | 1     | 9     |
|                              | 26    | 45    | 54    | 40    | 32    | 40    |       | 10    | 10    | 10    | 267   |

## Medaliści
| Konkurencja                  | Złoto             | Srebro               | Brąz                       |        |
| Waga lekkomusza (45–48 kg)   | Mary Kom          | Hanna Ochota         | Kim Hyang-mi               | [ 5 ]  |
| Waga lekkomusza (45–48 kg)   | Mary Kom          | Hanna Ochota         | Madoka Wada                | [ 5 ]  |
| Waga musza (51 kg)           | Pang Chol-mi      | Żajna Szekierbiekowa | Virginia Fuchs             | [ 6 ]  |
| Waga musza (51 kg)           | Pang Chol-mi      | Żajna Szekierbiekowa | Tsukimi Namiki             | [ 6 ]  |
| Waga kogucia (54 kg)         | Lin Yu-ting       | Stojka Petrowa       | Kristy Harris              | [ 7 ]  |
| Waga kogucia (54 kg)         | Lin Yu-ting       | Stojka Petrowa       | Mjagmardulamyn Nandinceceg | [ 7 ]  |
| Waga piórkowa (57 kg)        | Ornella Wahner    | Sonia Chahal         | Jemyma Betrian             | [ 8 ]  |
| Waga piórkowa (57 kg)        | Ornella Wahner    | Sonia Chahal         | Jo Son-hwa                 | [ 8 ]  |
| Waga lekka (60 kg)           | Kellie Harrington | Sudaporn Seesondee   | Karina Ibragimowa          | [ 9 ]  |
| Waga lekka (60 kg)           | Kellie Harrington | Sudaporn Seesondee   | Oh Yeon-ji                 | [ 9 ]  |
| Waga lekkopółśrednia (64 kg) | Dou Dan           | Marija Badulina      | Sema Çalışkan              | [ 10 ] |
| Waga lekkopółśrednia (64 kg) | Dou Dan           | Marija Badulina      | Simranjit Kaur             | [ 10 ] |
| Waga półśrednia (69 kg)      | Chen Nien-chin    | Gu Hong              | Nadine Apetz               | [ 11 ] |
| Waga półśrednia (69 kg)      | Chen Nien-chin    | Gu Hong              | Lovlina Borgohain          | [ 11 ] |
| Waga średnia (75 kg)         | Li Qian           | Nouchka Fontijn      | Naomi Graham               | [ 12 ] |
| Waga średnia (75 kg)         | Li Qian           | Nouchka Fontijn      | Lauren Price               | [ 12 ] |
| Waga półciężka (81 kg)       | Wang Lina         | Jessica Caicedo      | Elif Güneri                | [ 13 ] |
| Waga półciężka (81 kg)       | Wang Lina         | Jessica Caicedo      | Wiktoryja Kiebikawa        | [ 13 ] |
| Waga ciężka (+81 kg)         | Yang Xiaoli       | Şennur Demir         | Danielle Perkins           | [ 14 ] |
| Waga ciężka (+81 kg)         | Yang Xiaoli       | Şennur Demir         | Kristina Tkaczowa          | [ 14 ] |

## Klasyfikacja medalowa
| Pozycja | Reprezentacja     | Złoto | Srebro | Brąz | Razem |
| ------- | ----------------- | ----- | ------ | ---- | ----- |
| 1.      | Chiny             | 4     | 1      | 0    | 5     |
| 2.      | Chińskie Tajpej   | 2     | 0      | 0    | 2     |
| 3.      | Indie             | 1     | 1      | 2    | 4     |
| 4.      | Korea Północna    | 1     | 0      | 2    | 3     |
| 5.      | Niemcy            | 1     | 0      | 1    | 2     |
| 6.      | Irlandia          | 1     | 0      | 0    | 1     |
| 7.      | Ukraina           | 0     | 2      | 0    | 2     |
| 8.      | Turcja            | 0     | 1      | 2    | 3     |
| 9.      | Holandia          | 0     | 1      | 1    | 2     |
| 9.      | Kazachstan        | 0     | 1      | 1    | 2     |
| 11.     | Bułgaria          | 0     | 1      | 0    | 1     |
| 11.     | Kolumbia          | 0     | 1      | 0    | 1     |
| 11.     | Tajlandia         | 0     | 1      | 0    | 1     |
| 14.     | Stany Zjednoczone | 0     | 0      | 3    | 3     |
| 15.     | Japonia           | 0     | 0      | 2    | 2     |
| 16.     | Australia         | 0     | 0      | 1    | 1     |
| 16.     | Białoruś          | 0     | 0      | 1    | 1     |
| 16.     | Korea Południowa  | 0     | 0      | 1    | 1     |
| 16.     | Mongolia          | 0     | 0      | 1    | 1     |
| 16.     | Rosja             | 0     | 0      | 1    | 1     |
| 16.     | Walia             | 0     | 0      | 1    | 1     |
| Razem   | Razem             | 10    | 10     | 20   | 40    |

## Występy reprezentantek Polski
Na mistrzostwach wystąpiło siedmioro reprezentantek Polski. Jako pierwsza na ringu wystąpiła Kinga Szlachcic w wadze lekkiej. W swoim pojedynku 1/16 finału przegrała z urodzoną w Paryżu reprezentantką Kanady Caroliną Veyre 1:4.
Trzeciego dnia mistrzostw do 1/8 finału awansowały Sandra Drabik w wadze muszej oraz Elżbieta Wójcik w wadze średniej. Pierwsza z nich pokonała Algierkę Ouidad Sfouh 5:0, z kolei druga bez problemów poradziła sobie z Koreanką Seon Su-jin. W 1/16 finału z zawodami musiały pożegnać Sandra Kruk w wadze piórkowej oraz Natalia Barbusińska w wadze lekkopółśredniej, które przegrały na punkty kolejno z Niemką Ornellą Wahner 0:4 i Chinką Dou Dan 0:5.
W niedzielnych pojedynkach 1/8 finału pożegnała się Karolina Koszewska w kategorii do 69 kg, która przegrała z Rosjanką Jarosławą Jakusziną 1:4. W drugiej walce z udziałem Polki Agata Kaczmarska w kategorii do 81 kg pokonała inną reprezentantkę Rosji Mariję Urakową po dyskwalifikacji. Następnego dnia do ćwierćfinału dostały się Sandra Drabik w kategorii do 51 kg, pokonując jednogłośnie na punkty Szwedkę Lisę Sandebjer oraz Elżbieta Wójcik, która pewnie pokonała reprezentantkę gospodarzy Saweetę Boorę.
W ćwierćfinałach przegrały wszystkie trzy reprezentantki Polski, które doszły do tego etapu. Agata Kaczmarska przegrała z wicemistrzynią Europy Turczynką Elifą Güneri 1:3. W sesji popołudniowej porażki doznały Sandra Drabik, przegrywając z Kazachstanką Żajną Szekierbiekową 0:5 i Elżbieta Wójcik – z Walijką Laureną Price 2:3.
| Zawodniczka         | Konkurencja                  | 1/32 finału | 1/16 finału          | 1/8 finału                       | Ćwierćfinał                | Półfinał | Finał |
| ------------------- | ---------------------------- | ----------- | -------------------- | -------------------------------- | -------------------------- | -------- | ----- |
| Sandra Drabik       | Waga musza (51 kg)           | Wolny los   | Ouidad Sfouh W 5:0   | Lise Sandebjer W 5:0             | Żajna Szekierbiekowa P 0:5 | NQ       | NQ    |
| Sandra Kruk         | Waga piórkowa (57 kg)        | Wolny los   | Ornella Wahner P 0:4 | NQ                               | NQ                         | NQ       | NQ    |
| Kinga Szlachcic     | Waga lekka (60 kg)           | Wolny los   | Caroline Veyre P 1:4 | NQ                               | NQ                         | NQ       | NQ    |
| Natalia Barbusińska | Waga lekkopółśrednia (64 kg) | —           | Dou Dan P 0:5        | NQ                               | NQ                         | NQ       | NQ    |
| Karolina Koszewska  | Waga półśrednia (69 kg)      | —           | Wolny los            | Jarosława Jakuszina P 1:4        | NQ                         | NQ       | NQ    |
| Elżbieta Wójcik     | Waga średnia (75 kg)         | —           | Seon Su-jin W 5:0    | Saweety Boora W 5:0              | Lauren Price P 2:3         | NQ       | NQ    |
| Agata Kaczmarska    | Waga półciężka (81 kg)       | —           | —                    | Marija Urakowa W Dyskwalifikacja | Elif Güneri P 1:3          | NQ       | NQ    |